# Temporada 1992-93 de los Golden State Warriors
La temporada 1992-93 fue la cuadragésimo séptima de los Warriors en la NBA, la trigésimo primera en el Área de la Bahía de San Francisco, a donde llegaron procedentes de Filadelfia, y la vigesimosegunda en la ciudad de Oakland con la denominación de Golden State Warriors. La temporada regular acabó con 34 victorias y 48 derrotas, acabando en la décima posición de la Conferencia Oeste, no logrando clasificarse para los playoffs.

## Elecciones en elDraft
| Ronda | Puesto | Jugador           | Posición | Nacionalidad   | Universidad    |
| ----- | ------ | ----------------- | -------- | -------------- | -------------- |
| 1     | 24     | Latrell Sprewell  | Escolta  | Estados Unidos | Alabama        |
| 2     | 43     | Predrag Danilović | Escolta  | Yugoslavia     |                |
| 2     | 50     | Matt Fish         | C        | Estados Unidos | UNC Wilmington |

## Temporada regular
| División Pacífico        | División Pacífico | División Pacífico | División Pacífico | División Pacífico | División Pacífico | División Pacífico | División Pacífico | División Pacífico |
| Equipo                   | G                 | P                 | %                 | PD                | Casa              | Fuera             | Div               |                   |
| ------------------------ | ----------------- | ----------------- | ----------------- | ----------------- | ----------------- | ----------------- | ----------------- | ----------------- |
| y-Phoenix Suns           | 62                | 20                | .756              | —                 | 35–6              | 27–14             | 21–9              |                   |
| x-Seattle SuperSonics    | 55                | 27                | .671              | 7                 | 33–8              | 22–19             | 22–8              |                   |
| x-Portland Trail Blazers | 51                | 31                | .622              | 11                | 30–11             | 21–20             | 19–11             |                   |
| x-Los Angeles Clippers   | 41                | 41                | .500              | 21                | 27–14             | 14–27             | 15–15             |                   |
| x-Los Angeles Lakers     | 39                | 43                | .476              | 23                | 20–21             | 19–22             | 13–17             |                   |
| Golden State Warriors    | 34                | 48                | .415              | 28                | 19–22             | 15–26             | 9–21              |                   |
| Sacramento Kings         | 25                | 57                | .305              | 37                | 16–25             | 9–32              | 6–24              |                   |

## Estadísticas

### Temporada regular
| Rk | Jugador              | Edad | P  | PT | MP   | TC   | TCI  | %TC  | T3  | T3I | %T3  | TL  | TLI | %TL  | RO  | RD  | RT   | AS   | RB  | TAP | BP  | FP  | PTS  |
| -- | -------------------- | ---- | -- | -- | ---- | ---- | ---- | ---- | --- | --- | ---- | --- | --- | ---- | --- | --- | ---- | ---- | --- | --- | --- | --- | ---- |
| 1  | Chris Mullin         | 29   | 46 | 46 | 41.3 | 10.3 | 20.2 | .510 | 1.3 | 2.9 | .451 | 4.0 | 4.9 | .810 | 0.9 | 4.1 | 5.0  | 3.6  | 1.5 | 0.9 | 3.0 | 1.7 | 25.9 |
| 2  | Tim Hardaway         | 26   | 66 | 66 | 39.5 | 7.9  | 17.7 | .447 | 1.5 | 4.7 | .330 | 4.1 | 5.6 | .744 | 0.9 | 3.1 | 4.0  | 10.6 | 1.8 | 0.2 | 3.3 | 2.3 | 21.5 |
| 3  | Latrell Sprewell     | 22   | 77 | 69 | 35.6 | 5.8  | 12.6 | .464 | 0.9 | 2.6 | .369 | 2.7 | 3.7 | .746 | 1.0 | 2.5 | 3.5  | 3.8  | 1.6 | 0.7 | 2.6 | 2.2 | 15.4 |
| 4  | Billy Owens          | 23   | 37 | 37 | 32.5 | 6.7  | 13.3 | .501 | 0.0 | 0.3 | .091 | 3.2 | 4.9 | .639 | 2.9 | 4.2 | 7.1  | 3.9  | 0.9 | 0.8 | 2.9 | 2.8 | 16.5 |
| 5  | Tyrone Hill          | 24   | 74 | 66 | 28.0 | 3.4  | 6.7  | .508 | 0.0 | 0.1 | .000 | 1.9 | 3.0 | .624 | 3.4 | 6.7 | 10.2 | 0.9  | 0.6 | 0.5 | 1.2 | 4.3 | 8.6  |
| 6  | Šarūnas Marčiulionis | 28   | 30 | 8  | 27.9 | 5.9  | 10.9 | .543 | 0.1 | 0.5 | .200 | 5.4 | 7.1 | .761 | 1.3 | 1.9 | 3.2  | 3.5  | 1.7 | 0.1 | 2.5 | 3.1 | 17.4 |
| 7  | Victor Alexander     | 23   | 72 | 59 | 24.3 | 4.8  | 9.3  | .516 | 0.1 | 0.3 | .455 | 1.5 | 2.3 | .685 | 1.8 | 4.0 | 5.8  | 1.3  | 0.5 | 0.7 | 1.7 | 3.0 | 11.2 |
| 8  | Andre Spencer        | 28   | 17 | 1  | 23.9 | 4.3  | 9.4  | .456 | 0.0 | 0.1 | .000 | 2.4 | 3.2 | .759 | 2.2 | 2.5 | 4.7  | 1.4  | 0.9 | 0.4 | 1.4 | 3.6 | 11.0 |
| 9  | Jeff Grayer          | 27   | 48 | 12 | 21.4 | 3.4  | 7.4  | .467 | 0.0 | 0.3 | .143 | 1.9 | 2.8 | .669 | 1.5 | 1.8 | 3.3  | 1.5  | 0.6 | 0.2 | 1.1 | 2.5 | 8.8  |
| 10 | Sean Higgins         | 24   | 29 | 4  | 20.4 | 3.3  | 7.4  | .447 | 0.4 | 1.3 | .351 | 1.2 | 1.6 | .745 | 0.8 | 1.6 | 2.3  | 2.3  | 0.4 | 0.2 | 2.2 | 1.9 | 8.3  |
| 11 | Jud Buechler         | 24   | 70 | 9  | 18.4 | 2.5  | 5.8  | .437 | 0.3 | 0.8 | .339 | 0.9 | 1.2 | .747 | 1.2 | 1.6 | 2.8  | 1.3  | 0.7 | 0.3 | 0.8 | 1.4 | 6.2  |
| 12 | Chris Gatling        | 25   | 70 | 11 | 17.8 | 3.6  | 6.6  | .539 | 0.0 | 0.1 | .000 | 2.1 | 3.0 | .725 | 1.8 | 2.7 | 4.6  | 0.6  | 0.6 | 0.8 | 1.5 | 2.8 | 9.3  |
| 13 | Keith Jennings       | 24   | 8  | 0  | 17.0 | 3.1  | 5.3  | .595 | 0.6 | 1.1 | .556 | 1.8 | 2.3 | .778 | 0.3 | 1.1 | 1.4  | 2.9  | 0.5 | 0.0 | 0.9 | 2.3 | 8.6  |
| 14 | Byron Houston        | 23   | 79 | 8  | 16.1 | 1.8  | 4.1  | .446 | 0.0 | 0.1 | .286 | 1.6 | 2.5 | .665 | 1.5 | 2.5 | 4.0  | 0.9  | 0.6 | 0.5 | 1.1 | 3.2 | 5.3  |
| 15 | Pat Durham           | 25   | 5  | 1  | 15.6 | 1.2  | 5.0  | .240 | 0.0 | 0.0 |      | 1.8 | 2.4 | .750 | 1.0 | 1.8 | 2.8  | 0.8  | 0.2 | 0.2 | 1.4 | 1.2 | 4.2  |
| 16 | Paul Pressey         | 34   | 18 | 0  | 14.9 | 1.6  | 3.7  | .439 | 0.0 | 0.2 | .000 | 1.2 | 1.5 | .778 | 0.4 | 1.3 | 1.7  | 1.7  | 0.6 | 0.3 | 1.3 | 2.0 | 4.4  |
| 17 | Joe Courtney         | 23   | 7  | 0  | 10.0 | 1.3  | 3.3  | .391 | 0.0 | 0.0 |      | 0.6 | 0.7 | .800 | 0.3 | 2.1 | 2.4  | 0.3  | 0.4 | 0.6 | 0.4 | 1.1 | 3.1  |
| 18 | Alton Lister         | 34   | 20 | 9  | 8.7  | 1.0  | 2.1  | .452 | 0.0 | 0.0 |      | 0.4 | 0.7 | .538 | 0.8 | 1.5 | 2.2  | 0.3  | 0.0 | 0.5 | 0.9 | 2.0 | 2.3  |
| 19 | Ed Nealy             | 32   | 30 | 4  | 7.6  | 0.5  | 1.5  | .348 | 0.2 | 0.7 | .318 | 0.2 | 0.3 | .700 | 0.3 | 1.3 | 1.6  | 0.4  | 0.3 | 0.0 | 0.2 | 1.2 | 1.5  |
| 20 | Barry Stevens        | 30   | 2  | 0  | 3.0  | 0.5  | 1.0  | .500 | 0.0 | 0.0 |      | 0.0 | 0.0 |      | 1.0 | 0.0 | 1.0  | 0.0  | 0.0 | 0.0 | 0.0 | 0.5 | 1.0  |

## Galardones y récords
| Jugador          | Galardón                                |
| Tim Hardaway     | 3.er Mejor quinteto de la NBA All-Star  |
| Latrell Sprewell | 2.º Mejor quinteto de rookies de la NBA |
| Chris Mullin     | All-Star                                |